# Manuel González Gil
Manuel González Gil (San Rafael de Orituco, Estado Guárico, 23 de marzo de 1844 – Caracas, 20 de junio de 1909) fue un militar y político venezolano. Participó en las contiendas militares que marcaron las últimas décadas del siglo XIX en Venezuela bajo la bandera del “Liberalismo Amarillo”. Fue Diputado y luego Senador al Congreso de la República. Participó en la elaboración de la Constitución Federal de los Estados Unidos de Venezuela de 1881 y en la de 1893, en las cuales aparece como firmante.

## Biografía
Manuel González Gil nació en la población de San Rafael de Orituco en el estado Guárico el 23 de marzo de 1844. Fueron sus padres el comerciante José Antonio González y la señora Matilde Gil, hermana del benemérito General Carmelo Gil, uno de los precursores del Federalismo en Venezuela.
A la edad de diez años pasó a vivir con su familia a la ciudad de Caracas, capital de la república, donde estudió en el colegio de Pedro Pablo Fontes. En los primeros años de su adultez se dedicó  junto con su padre a las actividades comerciales en el centro del país. En los últimos años de la Guerra Federal (1859-1863), se alista en el ejército defendiendo al gobierno conservador de José Antonio Páez. Participa luego en los sucesos militares de la “Revolución Azul” luchando en los estados Guárico, Bolívar, Anzoátegui, Guayana y Monagas, y en la ciudad de Caracas y sus alrededores.
Habiéndose retirado a sus actividades privadas es reclutado por su buen amigo, el General Joaquín Crespo, junto con otros de los militares afectos al partido vencido para abrazar la causa Liberal en el año 1875. El año siguiente, Crespo lo asciende a General de División tras su victoria en la Campaña de Coro, con la cual se consolida el poder del presidente Antonio Guzmán Blanco. En 1876 durante el “Septenio Guzmancista” es electo diputado a la legislatura del estado Guárico.
Al concluir la presidencia de Guzmán, el general Francisco Linares Alcántara es nombrado presidente e inmediatamente comenzó un distanciamiento entre éste y su antecesor y mentor político. La pretensión de Linares Alcántara de nombrar gobernadores a dedo, en contravención a la Constitución Federal que exigía el voto popular, encuentra una fuerte oposición por parte de González Gil quien se convierte en perseguido político y se refugia escondido en Caracas en el año de 1878, situación en la que permanece hasta la muerte por envenenamiento de Linares Alcántara el 30 de noviembre de ese año.

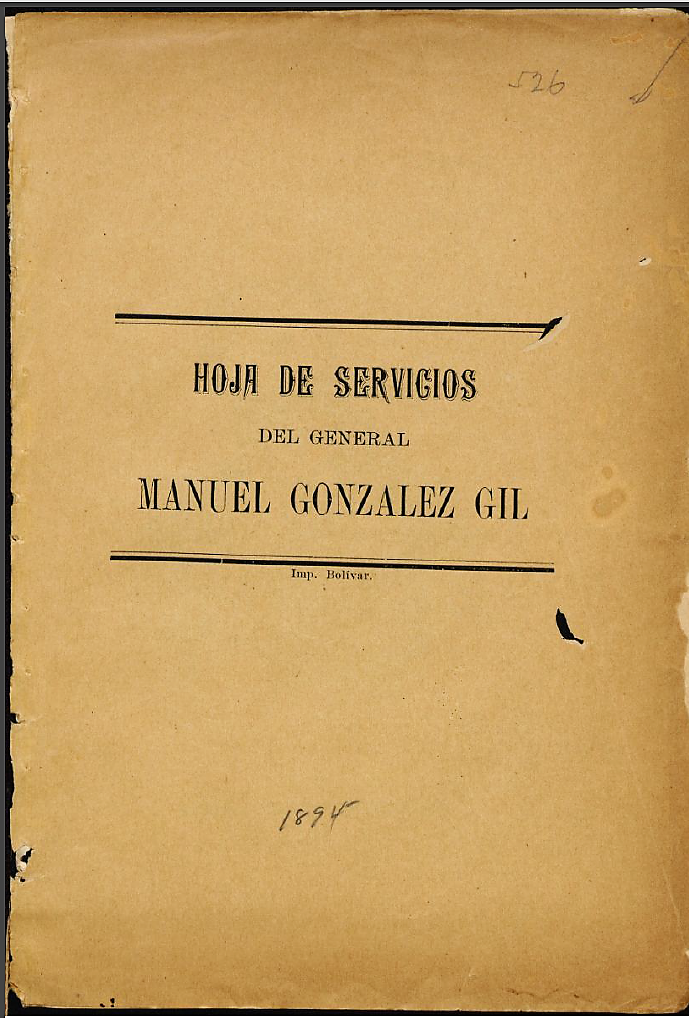
Portada original de la Hoja de Servicios del General Manuel González Gil 1893

Tras la muerte del presidente recrudecen las escaramuzas entre los partidarios del fallecido Linares y los de Guzmán. Bajo las órdenes de Joaquín Crespo se traslada González Gil a defender la causa de Guzmán en el estado Bolívar lo que le vale, en 1879, el nombramiento de Prefecto del Departamento Cedeño (Orituco), donde sufre un atentado que casi le cuesta la vida.
En 1880, durante la segunda presidencia de Guzmán,  González Gil se traslada de nuevo al estado Bolívar a defender la causa del gobierno. Ese mismo año es electo Diputado al Congreso Nacional por el estado Guárico. En este cargo participa en la elaboración de la Constitución Federal de los Estados Unidos de Venezuela en 1881. Siempre acompañando a Joaquín Crespo, a quien lo unían estrechos lazos de amistad, participa en al Congreso Constituyente del Grande Estado Guzmán Blanco (territorio que hoy ocupan los estados Miranda, Aragua, Guárico y Nueva Esparta) siendo nombrado Primer Designado de ese estado.
En el año 1882 toma de nuevo las armas bajo las órdenes del general Joaquín Crespo y en 1884 es nombrado Gobernador del Territorio Federal del Caura, cargo que ejerció hasta 1886. Al terminar su mandato permaneció en Ciudad Bolívar hasta que, en 1888 retoma las armas en defensa, junto con Crespo, contra el gobierno de Juan Pablo Rojas Paul. Fue derrotado, sus bienes confiscados y puesto preso en la cárcel de La Rotunda.
Una vez liberado se radica en Caracas hasta 1892 cuando se une a la “Revolución Legalista” comandando los ejércitos del este del estado Guárico, Guayana y Barcelona. Con el triunfo de la revolución, Joaquín Crespo lo nombra Jefe Civil y Militar del estado Bolívar.
En 1893 se incorpora como diputado por el estado Bolívar a la Asamblea Constituyente que redactaría la Constitución Federal del año 1893. El 16 de abril de 1898 el general Joaquín Crespo cae abatido en combate durante la batalla de La Mata Carmelera justo cuando comenzaba la Revolución Liberal Restauradora comandada por Cipriano Castro y Juan Vicente Gómez. Durante la presidencia de Castro, González Gil es nombrado senador por el estado Bolívar.
Manuel González Gil falleció en Caracas el 20 de junio de 1909. Fue velado con honores en el Salón Elíptico del Palacio Federal Legislativo. Sus restos reposan en el Cementerio General del Sur en Caracas.

## La revolución legalista y la campaña de oriente
En el año 1890 el señor Raimundo Andueza Palacio fue elegido presidente de los Estados Unidos de Venezuela. La constitución vigente establecía que el período presidencial se limitaba a dos años. Cuando estaba por finalizar su mandato, Andueza intentó modificar la constitución para prolongarlo. Un grupo de militares, comandados por el general Joaquín Crespo, se alzaron contra Andueza con el fin de impedir que extendiera su mandato más allá de donde se lo permitía la constitución.

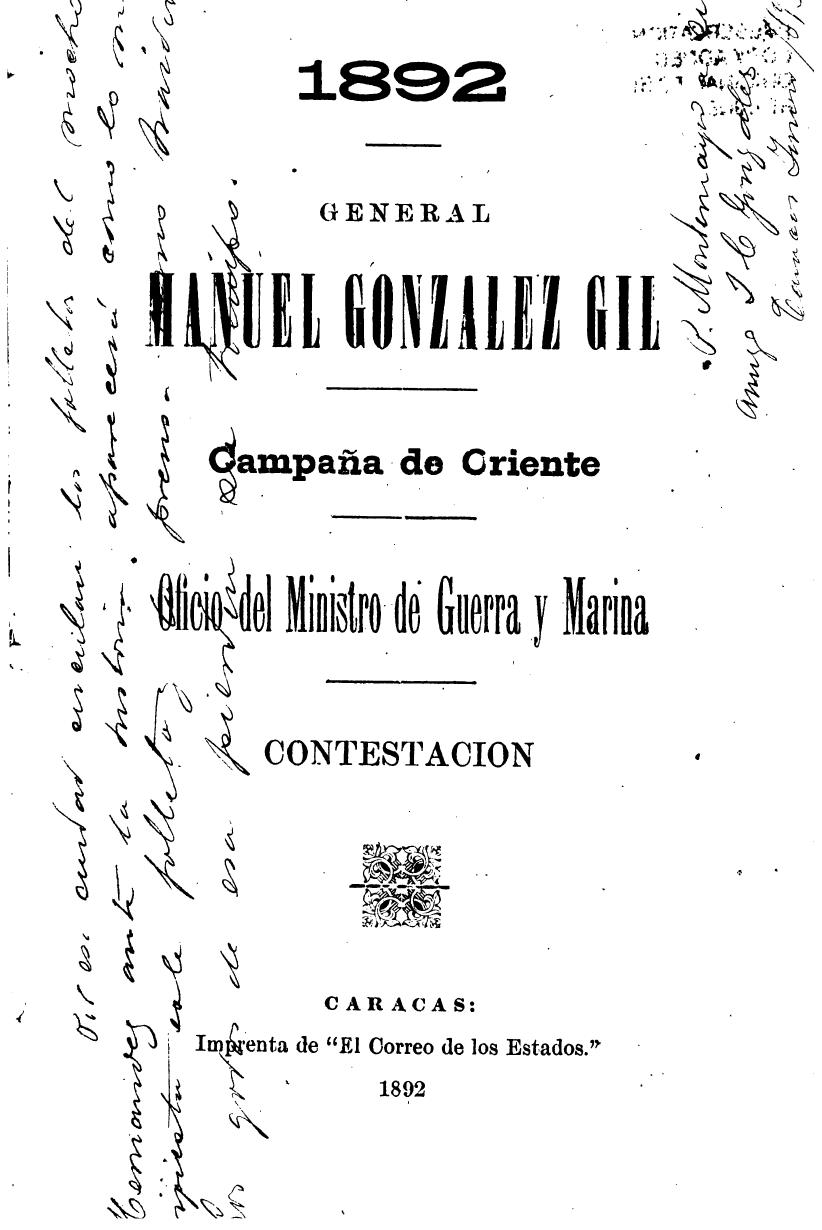
Portada original de La Campaña de oriente por Manuel González Gil publicado en 1892

Este fue el comienzo de una nueva guerra civil cuyos iniciadores llamaron la Revolución Legalista. El general Manuel González Gil tuvo una participación relevante en el oriente y sur del país como “Jefe del Ejército del Oriente del Guárico, Sur de Barcelona, provisionalmente, y sección Guayana del Estado Bolívar” y luego como “Jefe de las Fuerzas Expedicionarias en el estado Bolívar”.
El 1 de noviembre de 1892, la Dirección de Estadística y Contabilidad del ejército le ordena a González Gil que remita un informe sobre “el estado de las fuerzas que han estado y están a su mando, con la expresión de las operaciones practicadas, y las notas y novedades que Ud. Juzgue oportunas para el esclarecimiento de todo lo que ha quedado consignado para la honra del Ejército Nacional y el de sus inmediatas órdenes”. Quince días más tarde, González Gil remite un extenso informe que nos arroja luz sobre los confusos hechos y personajes que modelan los turbulentos años que vivió Venezuela a finales del siglo XIX y que marcarán el preámbulo para su entrada en el siglo XX y en la modernidad.
De este extenso informe, vale la pena citar la peculiar relación de González Gil con el general José Manuel Hernández, apodado “El Mocho Hernández”  y, en última instancia, de este último con la revolución legalista. El Mocho, jugaría luego un papel relevante en  la política venezolana.
González Gil relata en su informe cómo, estando escaso de tropas y municiones, asedia la importante plaza de Ciudad Bolívar, ocupada por las tropas leales a Andueza. El 23 de mayo de 1892 se entera de que dos importantes personajes del oriente de la Guayana que antes apoyaban al gobierno, se han sumado con importantes tropas a la causa legalista. Estos personajes son, el general Antonio José Betancourt Sucre y el citado José Manuel Hernández.
Betancourt Sucre permanecerá junto a González Gil hasta el triunfo de la revolución. Hernández, recibe órdenes de González Gil de organizar sus tropas en Yuruary (al este del río Caroní), con el fin último de conquistar conjuntamente con González Gil la plaza de Ciudad Bolívar. En este estado de cosas, el general Santos Carrera, quien estaba al mando de las tropas leales al gobierno en Ciudad Bolívar, abandona la plaza con el grueso de sus tropas para contener al movimiento revolucionario en Yuruary. González Gil considera que la ocasión es oportuna para derrotar a Carrera y tomar Ciudad Bolívar, pero Hernández desobedece las órdenes de González Gil perdiendo su retaguardia. Carrera logra, con esta acción, separar e incomunicar a ambos ejércitos revolucionarios.
Resulta interesante que González Gil, al mismo tiempo que exhorta a Hernández conminándolo a la subordinación y a la disciplina militar, escribe a su “jefe, amigo y compadre” Joaquín Crespo anunciándole la feliz noticia de la adhesión de Hernández a la causa sin mencionar nunca las dudas que tiene sobre su lealtad.
Separado del ejército de Hernández, González Gil se ve obligado a partir hacia Barcelona en busca de refuerzos para sus tropas y pertrechos para continuar la guerra y volver para asediar Ciudad Bolívar. A su regreso recibe, de parte de Hernández, un periódico donde se publica, que el Sr. Pedro Romberg, antiguo aliado de Andueza, ha asumido la presidencia del estado Bolívar y ha nombrado a Hernández su Jefe Militar. González Gil escribe a sus jefes diciéndoles que se extraña de que Hernández, “no sólo se presta a reconocer y aceptar empleos de írrita y extraña autoridad y jurisdicción, con lo cual no sólo cometió una falta que nuestras leyes militares penan severamente, sino que también abrió las válvulas a la anarquía desconociendo mi autoridad en Guayana”. Más adelante Hernández será readmitido en el grupo Liberal y González Gil continuará su carrera política y militar.

## Vida personal
Manuel González Gil se casó en el año 1877 con la señora Juana Luisa Rodríguez Basalo, nieta del prócer Onofre Basalo, representante por Caracas en el Congreso de Angostura. De esta unión nacieron tres hijos, Manuel Antonio (1878-¿?), José Antonio (1881-1948) y Simón (1883-¿?). Educado en el Colegio Británico de la isla de Trinidad, José Antonio González Rodríguez se casaría luego con Luisa Elena Urbaneja Ovando, hija del escritor venezolano Luis Manuel Urbaneja Achelpohl.